# Godofredo V de Anjou
Godofredo V de Anjou (nombres alternativos Godofredo El Hermoso o Godofredo Plantagenet) (24 de agosto de 1113; Francia-7 de septiembre de 1151; Francia), fue un noble francés, desde 1128 conde de Anjou, de Touraine y de Maine, por herencia, y desde 1144 duque de Normandía por conquista.
Fundador de la dinastía Plantagenet que reinó en Inglaterra, hijo mayor de Fulco de Jerusalén y de Ermengarda de Maine.

## Biografía
Godofredo debe su apodo al ramo amarillo de retama en flor que usaba en su sombrero como insignia (genêt significa retama o genista en francés).
El rey Enrique I de Inglaterra, habiendo oído buenos informes sobre el talento y valentía de Godofredo, envió a sus mensajeros reales a Anjou para negociar un matrimonio entre Godofredo y su única hija, la Emperatriz Matilde (en 1125 había enviudado del emperador Enrique V). Una vez obtenido el consentimiento de ambas partes, en 1127, Godofredo (de 14 años en ese momento) fue ordenado caballero en Ruan por el rey Enrique I en preparación para la boda. Entonces Matilde, nacida en 1102, contaba con 25 años.
Curiosamente, no hubo oposición a este matrimonio por parte de la iglesia, a pesar del hecho de que la hermana de Godofredo era la viuda del hermano de Matilda (único hijo de Enrique I), lo que sí había servido para anular el matrimonio de otras hermanas de Godofredo con el pretendiente normando Guillermo Clito.
Durante Pentecostés del año 1127, Godofredo se casó con la emperatriz Matilde, hija y heredera del rey Enrique I de Inglaterra y de su primera esposa, Edith de Escocia. El matrimonio de Godofredo y Matilde pretendía sellar la paz entre Inglaterra, Normandía y Anjou. Ella era once años mayor que Godofredo y estaba muy orgullosa de su condición de emperatriz, ya que antes de haber estado casada con él, fue esposa del emperador de Sacro Imperio Romano Germánico, Enrique V (conocida como la Emperatriz Mahaut). Su matrimonio fue difícil y tuvo frecuentes separaciones prolongadas, pero tuvieron tres hijos y ella le sobrevivió.
Al año siguiente de su matrimonio, el padre de Godofredo partió a Jerusalén a ser coronado rey, dejando a su hijo el condado de Anjou. 
Juan de Marmoutier describe a Godofredo como de buena apariencia, cabello rojizo, carácter jovial y un buen guerrero. Sin embargo, Rafael de Diceto le contradice alegando que su encanto ocultaba una personalidad fría y egoísta.

## Sucesión al trono de Inglaterra
Al morir el rey Enrique I de Inglaterra en 1135, Matilda entró rápidamente en Normandía para reclamar su herencia. Los distritos fronterizos se sometieron, pero Inglaterra eligió a su primo Esteban de Inglaterra (Esteban de Blois) como rey y Normandía se unió a esta decisión. Al año siguiente, Godofredo cedió Ambrieres, Gorron y Chatillon-sur-Colmont a Joel de Mayenne, como condición para que le ayudase a recuperar la herencia de su mujer. En 1139 Matilda arribó a Inglaterra con 140 caballeros y fue sitiada por el rey Esteban en el castillo de Arundel. En el período de anarquía que siguió, Esteban fue capturado en Lincoln en febrero de 1141 y puesto en prisión en Bristol. Un concilio legatino de la iglesia inglesa se celebró en Winchester en abril de ese año, declarando depuesto a Esteban y proclamando a Matilda "Señora de Inglaterra". Esteban fue liberado de prisión posteriormente y se volvió a coronar a sí mismo en el aniversario de su primera coronación.

## Campañas militares
Durante 1142 y 1143, Godofredo aseguró todo el oeste de Normandía y el sur del Sena, y el 14 de enero de 1144 cruzó el Sena y entró en Ruan. Asumió el título de Duque de Normandía en el verano de 1144. Ese mismo año fundó un priorato agustino en Château-l'Hermitage, Anjou. Godofredo se mantuvo como duque hasta 1149, cuando él y Matilda cedieron conjuntamente dicho título a su hijo Enrique, cesión que fue ratificada formalmente por el rey Luis VII de Francia al año siguiente.  
Godofredo también reprimió tres rebeliones baronescas en Anjou los años 1129, 1135 y entre 1145-1151. 
Lidiaba constantemente con su hermano menor, Elías II de Maine, a quien encarceló hasta 1151. 
La amenaza de rebelión detuvo sus progresos en Normandía y provocó que no pudiera intervenir en Inglaterra. En 1153 se firmó el Tratado de Wallingford que mantenía a Esteban como rey de Inglaterra en forma vitalicia y establecía que le sucedería en el trono Enrique, el hijo de Godofredo y Matilda.

## Fallecimiento
Godofredo falleció repentinamente el 7 de septiembre de 1151. Según Juan de Marmoutier, Godofredo volvía de un consejo real cuando tuvo un absceso que le procuró fiebre. Llegó a Château-du-Loir, se desplomó sobre un sofá, hizo su testamento de donaciones y caridad y murió.
Fue enterrado en la catedral de Saint-Julien de Le Mans, Francia.

## Matrimonio e hijos
Godofredo y Matilda tuvieron tres hijos:
1. Enrique II de Inglaterra (1133-1189).
2. Godofredo, conde de Anjou, Maine y Nantes (1134-1158), quien murió soltero.
3. Guillermo, conde de Poitou (1136-1164), quien también murió soltero.

Godofredo también tuvo hijos ilegítimos de una o varias mujeres desconocidas: Hamelin; Ema, que se casó con Dafydd ab Owain Gwynedd, Príncipe de Gwynedd; y María, que se convirtió en monja y fue Abadesa de Shaftesbury; se cree que podría ser la poetisa María de Francia.

## Heráldica normanda
La primera referencia conocida a la heráldica normanda data de 1128, cuando Enrique I de Inglaterra ordenó caballero a su yerno Godofredo y le otorgó una insignia de leones o leopardos dorados sobre un campo azul (puede haber habido ya un león dorado en la insignia del propio Enrique). Enrique II usó dos leones dorados y aún forman parte de las armas de Normandía, pero sobre un campo rojo. El hijo de Enrique II, Ricardo I de Inglaterra, agregó un tercer león para diferenciar las armas de Inglaterra.